# Mount Schopf
Mount Schopf är ett berg i Antarktis. Det ligger i Västantarktis. Inget land gör anspråk på området. Toppen på Mount Schopf är 2 990 meter över havet.
Terrängen runt Mount Schopf är huvudsakligen kuperad, men åt nordost är den bergig. Mount Schopf är den högsta punkten i trakten. Trakten är obefolkad. 